# Minar (Firuzabad)
Il Minar (in persiano منار‎, letteralmente "colonna") o Minareto (in persiano مناره‎), menzionato nelle fonti islamiche medievali in lingua araba come Terbal (in arabo طربال‎? Ṭirbāl), era una struttura a forma di torre unica, a spirale, costruita nel centro della città circolare sassanide di Gōr la moderna Firuzabad in Iran. Diverse teorie sono state proposte per il suo scopo. Oggi resta solo il nucleo della struttura.

## Storia e descrizione
La nuova città di Gor di Ardashir I aveva un piano circolare con gli edifici ufficiali situati al centro di un cerchio interno di 450 metri di raggio. La struttura a torre di Terbal era situata al centro di questo cerchio. Insieme al Takht-e Neshin, queste sono le uniche strutture della città realizzate in muratura di granito-malta. Secondo Iranica, queste due strutture potrebbero essere state confuse nelle fonti islamiche medievali, e non è chiaro se i nomi Aywān kiyākhurra (ایوان کیاخوره‎) (Istakhri), Gunbad-i Kīrmān (or Gīrmān; گنبد گیرمان‎) e Īrān Garda/Girda (ایران گرده‎) (Ibn al-Balkhi) menzionato in queste fonti si riferisce a quale struttura. Terbal era una struttura quadrata di 9 metri con un'altezza superiore ai 30 metri e una struttura a spirale. Era il nucleo di una torre di scale, e fu paragonato da Ibn Hawqal a un edificio simile a Balkh (un riferimento a uno stupa buddista, o forse a una ziggurat). Con la larghezza delle scale distrutte e le pareti esterne aggiunte, la sua larghezza effettiva è stimata in circa 20 metri. La struttura rimanente è vuota, secondo lo scrittore del periodo Qajaro Forsat-od-Dowleh Shirazi.

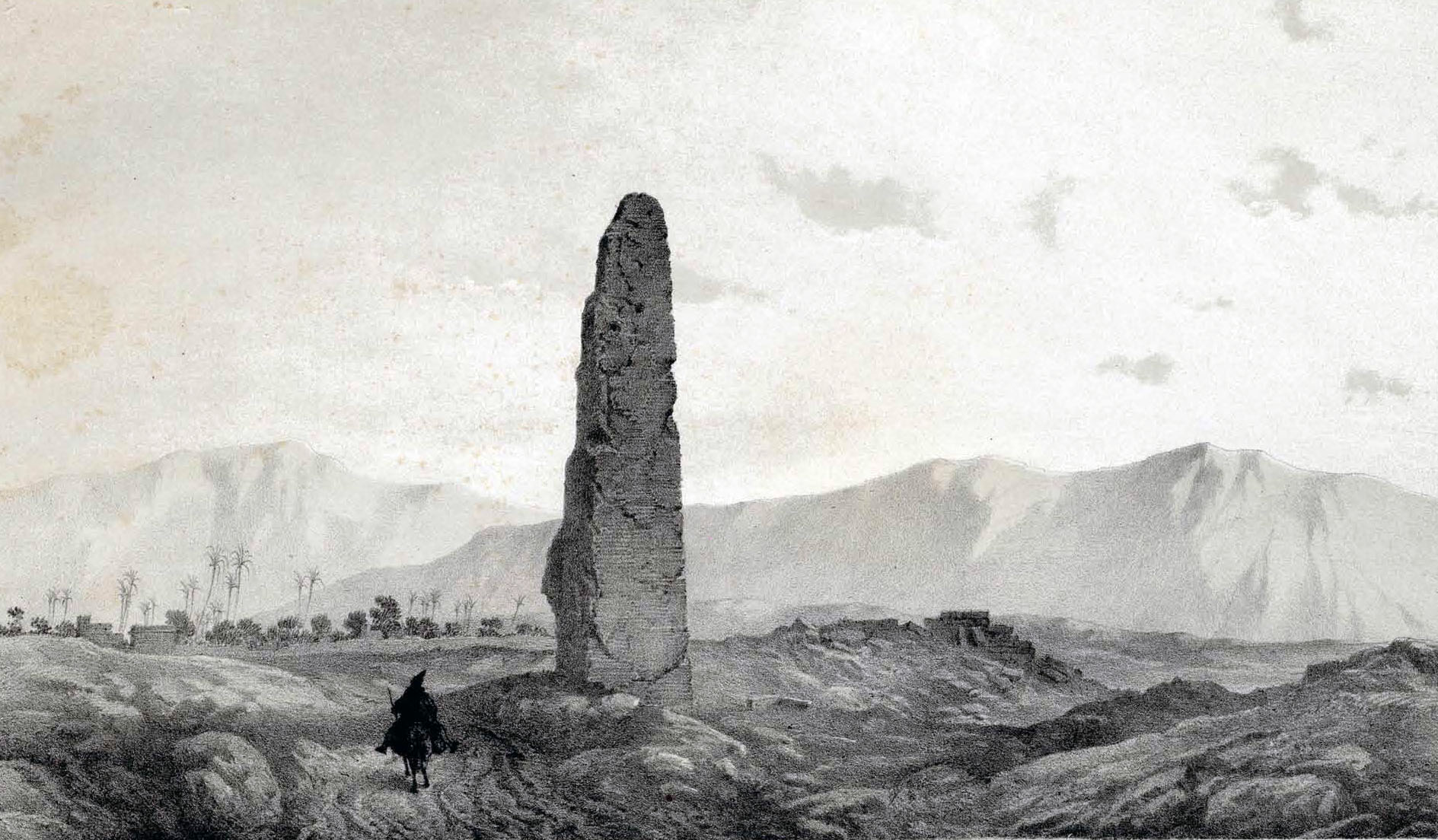
Disegno di Eugène Flandin, che ha definito la struttura "il tempio del fuoco (Ateshgah) di Firuzabad"
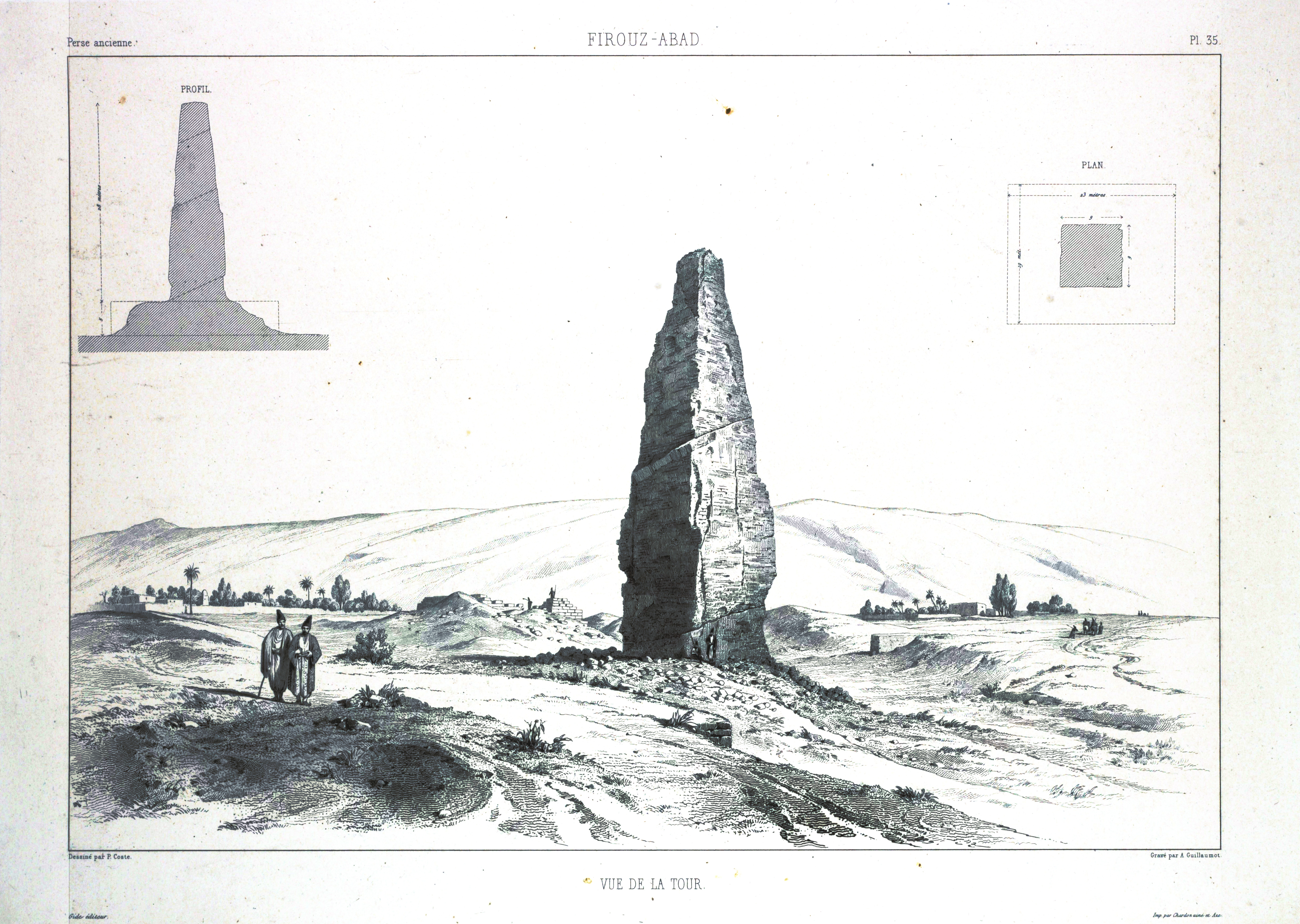
Disegno di Pascal Coste, che contiene ulteriori dettagli
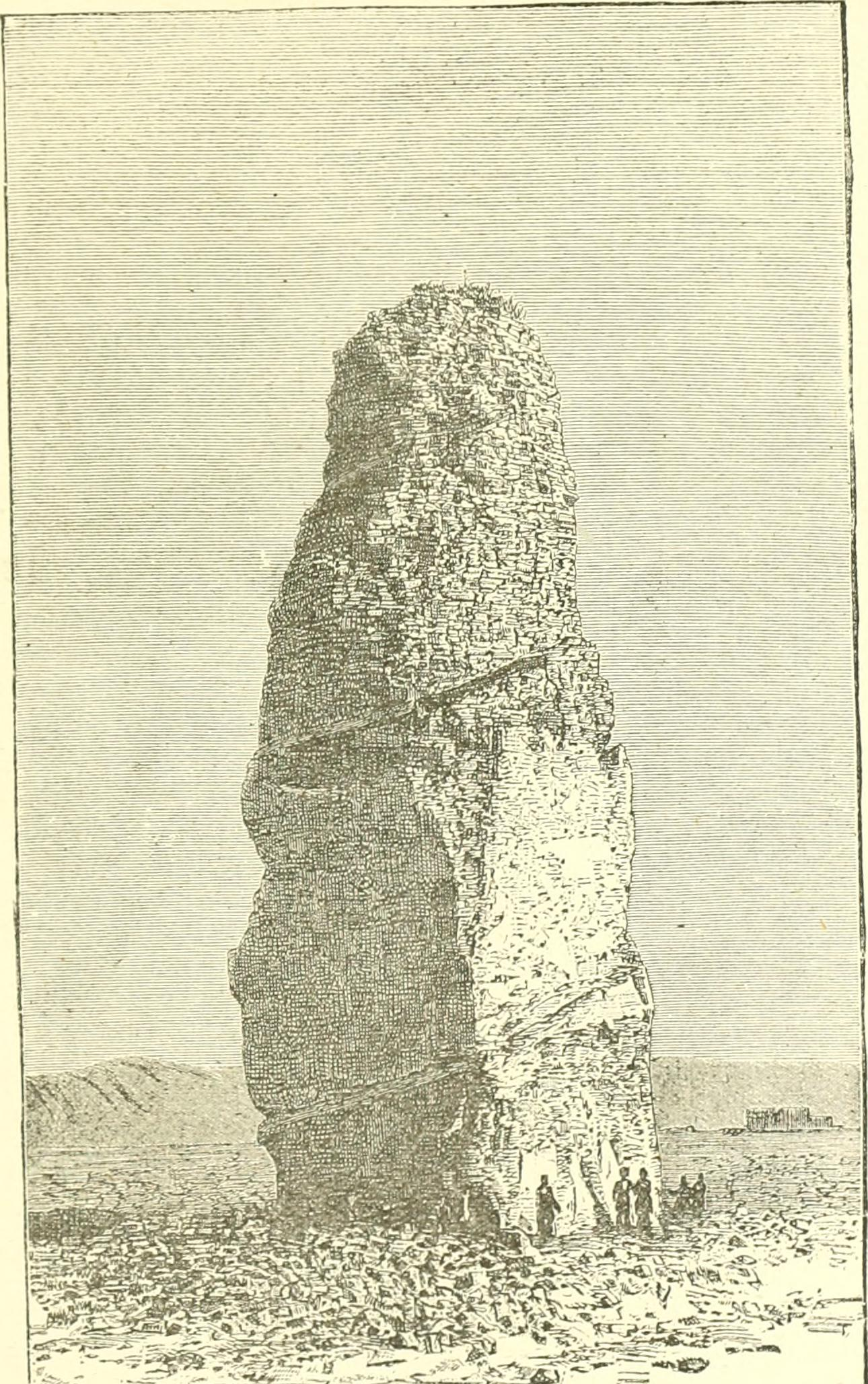
Un disegno del Minar con tracce delle scale esterne apparenti

## Scopo

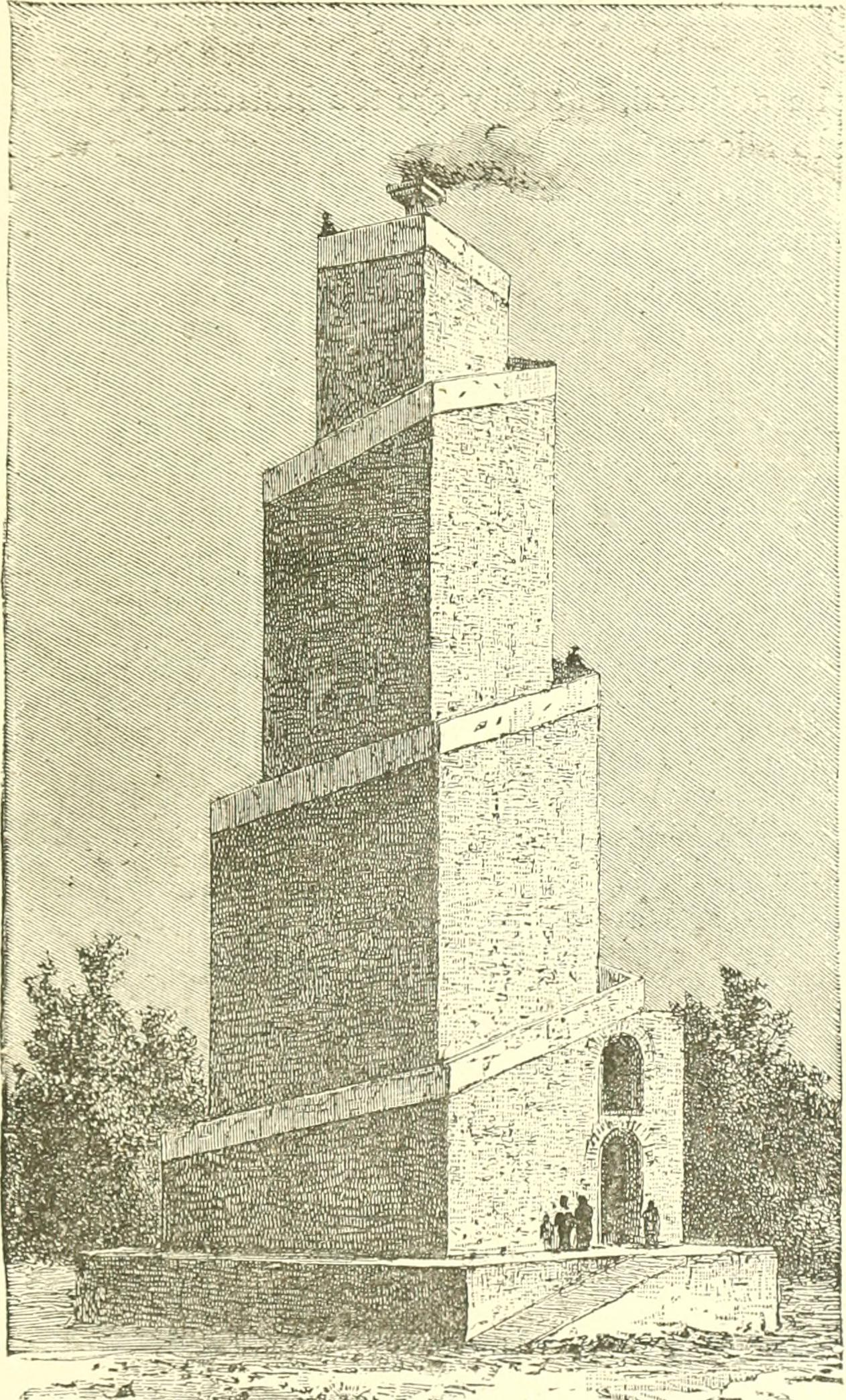
Un'immagine artistica del 1889 del Minar come tempio del fuoco, con le scale esterne ricostruite e il Santo Fuoco (atar) nella sua parte superiore

Tra orientalisti occidentali e viaggiatori, la struttura fu osservata per la prima volta da Eugène Flandin e Pascal Coste, che ne rilevarono l'unicità nell'architettura iraniana. Prima degli studi di Ernst Herzfeld sulla struttura, Terbal era erroneamente considerato un discendente della ziggurat, mentre alcuni pensavano che fosse un tempio del fuoco, con il Fuoco Sacro (atar) che veniva messo in cima per evitare la contaminazione con la polvere.
Si ipotizza che la struttura possa aver fatto parte di un edificio governativo che simboleggia la regalità divina e centralista introdotta da Ardashir I. Potrebbe avere avuto anche usi militari e civili pratici, poiché la torre forniva un contatto visivo con alcune fortificazioni nell'area e/o potrebbe essere stato utilizzato come torre di osservazione per sorvegliare le attività durante l'attuazione dello schema pianificato della nuova città di Gor e della pianura. In realtà, questo grandioso piano era centrato su Terbal e continuava il modello concentrico e radioso della città, con tracce di canali, sentieri, mura e confini di campi scoperti fino a 10 km di distanza da questa torre centrale.
Secondo uno studio più recente, la struttura, come descritto anche nelle fonti medievali, potrebbe aver funzionato come una torre d'acqua, in modo che l'acqua proveniente da sorgenti elevate vicine passasse attraverso i tubi e il nucleo cavo di Terbal verso la sua cupola, e da lì sarebbe fluttuato in un altro tubo per fluire altrove nella città. Si sostiene che non era l'unico scopo della struttura, ma era anche parte di un tempio dedicato ad Anahita, la divinità delle Acque (Aban).
Nel 1934 Robert Byron visitò il monumento lasciando un'interessante descrizione:
avrà quindi avvolto il torrione in una spirale a quattro lati. Ricordo che Herzfeld, nel suo Reisebericht, avanza l'ipotesi che a sua volta la rampa fosse racchiusa da un muro, sicché la sarebbe stata una torre con una scala interna, di cui rimane soltanto la parte centrale. Più pittorescamente, Dieulafoy ritiene che la colonna avesse la funzione di un altare del fuoco ed evoca l'immagine dei sa- 
cerdoti che salivano in fila la rampa, ben visibili dal popolo ai loro piedi, come su un teocalli azteco. Né l'una né l'altra teoria spiega però quale scopo potesse avere, megalomania a parte, erigere 15.000 metri cubi di pietra massiccia in questo modo. Perfino le 
piramidi hanno un vuoto all'interno.»
(Robert Byron La via per l'Oxiana, pp. 205-206 Adelphi 2000 ISBN 978-88-459-1574-1)

## Influenze
Si pensa che il Terbal sia stato il predecessore architettonico dell'unico minareto della Grande Moschea di Samarra (noto anche come la malwiya) in Iraq, costruita nel periodo abbaside. Il minareto stesso ha ispirato quello della moschea di Ibn Tulun al Cairo, e di recente il designer di Philip Johnson per la Cappella del Ringraziamento del 1976 a Thanks-Giving Square a Dallas, in Texas.

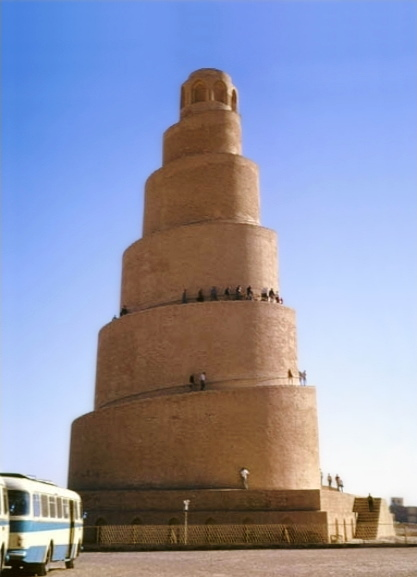
Minareto (la "malwiya") presso la Grande Moschea di Samarra, Iraq
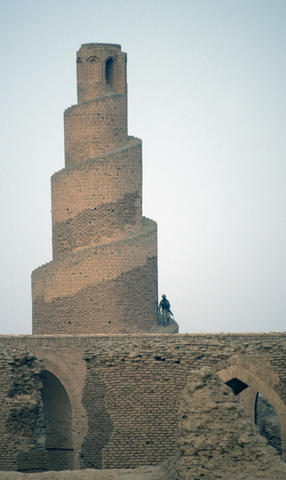
Minareto della moschea di Abu Dulaf, anch'esso a Samarra, in Iraq
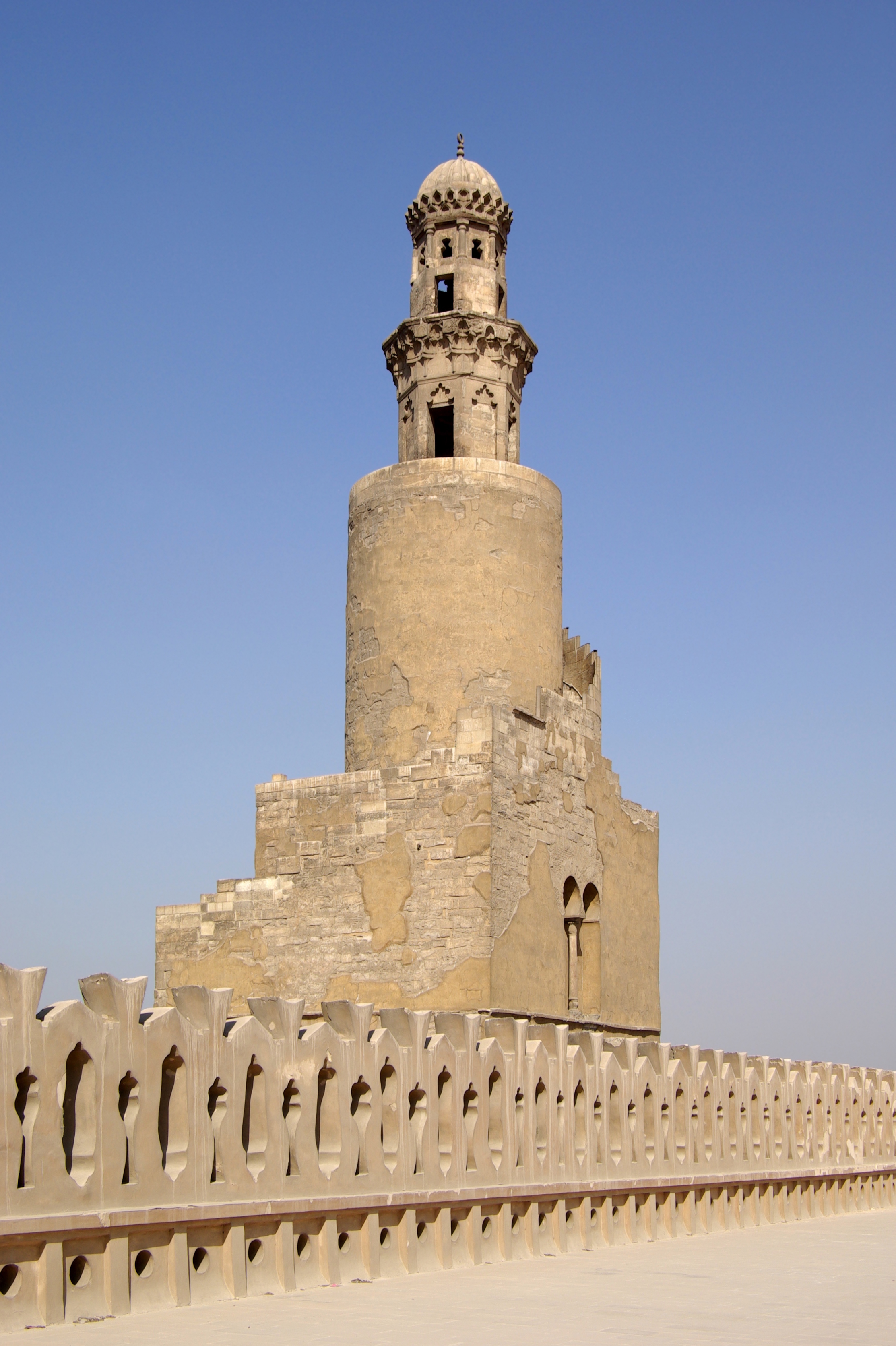
Minareto della Moschea di Ibn Tulun, Egitto, ispirato alla  malwiya
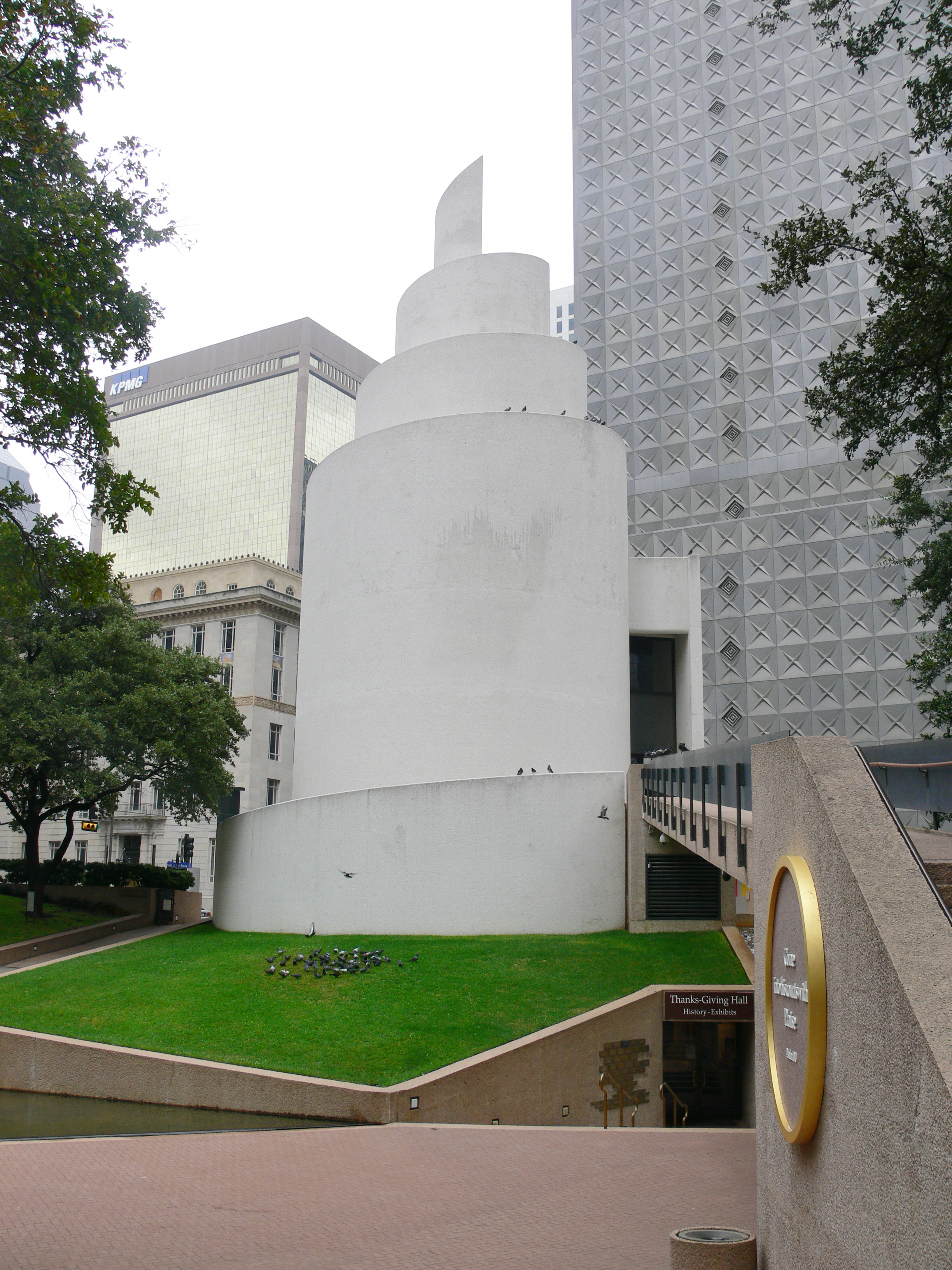
Cappella del Ringraziamento presso Thanks-Giving Square a Dallas, in Texas, costruita nel 1976, ispirata al  malwiya